# Cyclocross Gieten
Il Cyclocross Gieten - Memorial Radomír Šimůnek, noto anche come Superprestige Gieten, è una corsa in linea di ciclocross maschile e femminile che si svolge ogni anno ad ottobre a Gieten, nei Paesi Bassi. Corso per la prima volta nel 1976, dal 1989 fa parte del calendario del Superprestige.

## Albo d'oro

### Uomini Elite
Aggiornato all'edizione 2021.
| Anno | Vincitore            | Secondo             | Terzo                 |
| ---- | -------------------- | ------------------- | --------------------- |
| 1976 | Hans Steekers        | Cees van der Wereld | Hennie Stamsnijder    |
| 1977 | Gerrit Scheffer      | Cees van der Wereld | Herman Snoeijink      |
| 1978 | non disputato        | non disputato       | non disputato         |
| 1979 | Herman Snoeijink     | Rein Groenendaal    | Hennie Stamsnijder    |
| 1980 | Reiner Paus          | Rein Groenendaal    | Johan Ghyllebert      |
| 1981 | Rein Groenendaal     | Johan Ghyllebert    | Cees van der Wereld   |
| 1982 | Rein Groenendaal     | Johan Ghyllebert    | Cees van der Wereld   |
| 1983 | Rein Groenendaal     | Cees van der Wereld | Johan Ghyllebert      |
| 1984 | Radomír Šimůnek sr.  | Frank van Bakel     | Rein Groenendaal      |
| 1985 | Roland Liboton       | Martin Hendriks     | Hennie Stamsnijder    |
| 1986 | Paul De Brauwer      | Adrie van der Poel  | Martin Hendriks       |
| 1987 | Roland Liboton       | Martin Hendriks     | Radomír Šimůnek sr.   |
| 1988 | Paul De Brauwer      | Martin Hendriks     | Hennie Stamsnijder    |
| 1989 | Paul De Brauwer      | Danny De Bie        | Henk Baars            |
| 1990 | Danny De Bie         | Adrie van der Poel  | Christian Hautekeete  |
| 1991 | Danny De Bie         | Radomír Šimůnek sr. | Paul De Brauwer       |
| 1992 | Danny De Bie         | Radomír Šimůnek sr. | Henk Baars            |
| 1993 | Paul Herijgers       | Erwin Vervecken     | Peter Van Santvliet   |
| 1994 | Paul Herijgers       | Radomír Šimůnek sr. | Marc Janssens         |
| 1995 | Erwin Vervecken      | Wim de Vos          | Radomír Šimůnek sr.   |
| 1996 | Adrie van der Poel   | Richard Groenendaal | Peter Van Santvliet   |
| 1997 | Richard Groenendaal  | Adrie van der Poel  | Bart Wellens          |
| 1998 | Sven Nys             | Richard Groenendaal | Bart Wellens          |
| 1999 | Sven Nys             | Mario De Clercq     | Richard Groenendaal   |
| 2000 | Richard Groenendaal  | Bart Wellens        | Peter Van Santvliet   |
| 2001 | Sven Nys             | Bart Wellens        | Tom Vannoppen         |
| 2002 | Sven Nys             | Bart Wellens        | Tom Vannoppen         |
| 2003 | Bart Wellens         | Tom Vannoppen       | Sven Nys              |
| 2004 | Sven Nys             | Bart Wellens        | Richard Groenendaal   |
| 2005 | Richard Groenendaal  | Gerben de Knegt     | Sven Nys              |
| 2006 | Sven Nys             | Gerben de Knegt     | Klaas Vantornout      |
| 2007 | Niels Albert         | Sven Nys            | Lars Boom             |
| 2008 | Klaas Vantornout     | Bart Wellens        | Sven Nys              |
| 2009 | Sven Nys             | Kevin Pauwels       | Niels Albert          |
| 2010 | Tom Meeusen          | Radomír Šimůnek jr. | Dieter Vanthourenhout |
| 2011 | Sven Nys             | Kevin Pauwels       | Rob Peeters           |
| 2012 | Klaas Vantornout     | Sven Nys            | Kevin Pauwels         |
| 2013 | Niels Albert         | Lars van der Haar   | Tom Meeusen           |
| 2014 | Mathieu van der Poel | Lars van der Haar   | Sven Nys              |
| 2015 | Wout Van Aert        | Lars van der Haar   | Tim Merlier           |
| 2016 | Mathieu van der Poel | Wout Van Aert       | Laurens Sweeck        |
| 2017 | Mathieu van der Poel | Wout Van Aert       | Laurens Sweeck        |
| 2018 | Mathieu van der Poel | Wout Van Aert       | Toon Aerts            |
| 2019 | Eli Iserbyt          | Quinten Hermans     | Corné van Kessel      |
| 2020 | Toon Aerts           | Eli Iserbyt         | Laurens Sweeck        |
| 2021 | Toon Aerts           | Quinten Hermans     | Eli Iserbyt           |

### Donne Elite
Aggiornato all'edizione 2021.
| Anno | Vincitrice                 | Seconda                | Terza                  |
| ---- | -------------------------- | ---------------------- | ---------------------- |
| 1996 | Reza Hormes-Ravenstijn     | Mirella van Melis      | Inge Velthuis          |
| 1997 | Daphny van den Brand       | Danielle Jansen        | Nicolle De Bie-Leijten |
| 1998 | Daphny van den Brand       | Danielle Jansen        | Elly van Boxmeer       |
| 1999 | Daphny van den Brand       | Inge Velthuis          | Danielle Jansen        |
| 2000 | Daphny van den Brand       | Debby Mansveld         | Inge Velthuis          |
| 2001 | Daphny van den Brand       | Nicolle De Bie-Leijten | Debby Mansveld         |
| 2002 | Reza Hormes-Ravenstijn     | Marianne Vos           | Nicolle De Bie-Leijten |
| 2003 | Reza Hormes-Ravenstijn     | Marianne Vos           | Birgit Hollmann        |
| 2004 | Marianne Vos               | Birgit Hollmann        | Arenda Grimberg        |
| 2005 | Marianne Vos               | Reza Hormes-Ravenstijn | Birgit Hollmann        |
| 2006 | Marianne Vos               | Reza Hormes-Ravenstijn | Susanne Juranekl       |
| 2007 | Pavla Havlíková            | Mirjam Melchers        | Stephanie Pohl         |
| 2008 | Sanne van Paassen          | Loes Gunnewijk         | Pavla Havlíková        |
| 2009 | Daphny van den Brand       | Marianne Vos           | Sanne van Paassen      |
| 2010 | Daphny van den Brand       | Sanne van Paassen      | Pavla Havlíková        |
| 2011 | Marianne Vos               | Daphny van den Brand   | Helen Wyman            |
| 2012 | Helen Wyman                | Marianne Vos           | Sanne Cant             |
| 2013 | Helen Wyman                | Sanne Cant             | Sabrina Stultiens      |
| 2014 | Sanne Cant                 | Ellen Van Loy          | Sophie de Boer         |
| 2015 | Sanne Cant                 | Nikki Harris           | Jolien Verschueren     |
| 2016 | Sanne Cant                 | Lucinda Brand          | Sophie de Boer         |
| 2017 | Maud Kaptheijns            | Nikki Brammeier        | Sophie de Boer         |
| 2018 | Annemarie Worst            | Marianne Vos           | Alice Maria Arzuffi    |
| 2019 | Ceylin del Carmen Alvarado | Sanne Cant             | Yara Kastelijn         |
| 2020 | Ceylin del Carmen Alvarado | Annemarie Worst        | Lucinda Brand          |
| 2021 | Lucinda Brand              | Denise Betsema         | Annemarie Worst        |

### Uomini Under-23
Aggiornato all'edizione 2017.
| Anno | Vincitore               | Secondo             | Terzo                   |
| ---- | ----------------------- | ------------------- | ----------------------- |
| 2002 | Thijs Verhagen          | Klaas Vantornout    | Tim Van Nuffel          |
| 2003 | Geert Wellens           | Martin Bína         | Wesley Van Der Linden   |
| 2004 | Niels Albert            | Radomír Šimůnek jr. | Lars Boom               |
| 2005 | Niels Albert            | Kevin Pauwels       | Lars Boom               |
| 2006 | Niels Albert            | Zdeněk Štybar       | Jempy Drucker           |
| 2007 | Philipp Walsleben       | Thijs van Amerongen | Jempy Drucker           |
| 2008 | Kenneth Van Compernolle | Mitchell Huenders   | Lubomír Petruš          |
| 2009 | Tom Meeusen             | Kacper Szczepaniak  | Kenneth Van Compernolle |
| 2010 | Lars van der Haar       | Vincent Baestaens   | Tijmen Eising           |
| 2011 | Lars van der Haar       | Stan Godrie         | Mike Teunissen          |
| 2012 | Wout Van Aert           | Jens Adams          | Wietse Bosmans          |
| 2013 | Mathieu van der Poel    | Yorben Van Tichelt  | Gianni Vermeersch       |
| 2014 | Wout Van Aert           | Laurens Sweeck      | Diether Sweeck          |
| 2015 | Daan Hoeyberghs         | Quinten Hermans     | Eli Iserbyt             |
| 2016 | Joris Nieuwenhuis       | Quinten Hermans     | Yannick Peeters         |
| 2017 | Jens Dekker             | Adam Ťoupalík       | Yannick Peeters         |

### Uomini Juniors
Aggiornato all'edizione 2021.
| Anno | Vincitore             | Secondo             | Terzo                 |
| ---- | --------------------- | ------------------- | --------------------- |
| 2001 | Kevin Pauwels         | Krzysztof Kuzniak   | Dieter Vanthourenhout |
| 2002 | Lars Boom             | Michael Pituch      | Dieter Vanthourenhout |
| 2003 | Niels Albert          | Thijs van Amerongen | Bart Verschueren      |
| 2004 | Ricardo van der Velde | Tom Meeusen         | Rik van Ijzendoorn    |
| 2005 | Boy van Poppel        | Ramon Sinkeldam     | Kevin Cant            |
| 2006 | Vincent Baestaens     | Ramon Sinkeldam     | Joeri Adams           |
| 2007 | Marek Konwa           | Tijmen Eising       | Arnaud Grand          |
| 2008 | Lars van der Haar     | Jan Nesvadba        | Mike Teunissen        |
| 2009 | David van der Poel    | Mike Teunissen      | Emiel Dolfsma         |
| 2010 | Jakub Skála           | Vojtěch Nipl        | Jeroen Meijers        |
| 2011 | Mathieu van der Poel  | Silvio Herklotz     | Koen Weijers          |
| 2012 | Mathieu van der Poel  | Quinten Hermans     | Karel Pokorný         |
| 2013 | Yannick Peeters       | Thijs Aerts         | Adam Ťoupalík         |
| 2014 | Eli Iserbyt           | Max Gulickx         | Johan Jacobs          |
| 2015 | Jens Dekker           | Jappe Jaspers       | Thijs Wolsink         |
| 2016 | Jelle Camps           | Toon Vandebosch     | Thymen Arensman       |
| 2017 | Ryan Kamp             | Pim Ronhaar         | Maxim Dewulf          |
| 2018 | Witse Meeussen        | Luke Verburg        | Thibau Nys            |
| 2019 | Thibau Nys            | Lennert Belmans     | Ward Huybs            |
| 2020 | annullato             | annullato           | annullato             |
| 2021 | David Haverdings      | Silas Kuschla       | Menno Huising         |

### Donne Juniors
Aggiornato all'edizione 2021.
| Anno | Vincitrice    | Seconda         | Terza        |
| ---- | ------------- | --------------- | ------------ |
| 2021 | Zoe Bäckstedt | Leonie Bentveld | Nienke Vinke |